# 上田靖博
上田 靖博（うえだ やすひろ）は、日本の作曲家、編曲家。富山県富山市出身。
アニメや特撮作品を多く手がけている。2012年まで円谷プロダクションに所属していた。

## 作品

### テレビ作品
- アキバちゃん（2007年）
- ウルトラギャラクシー大怪獣バトル NEVER ENDING ODYSSEY（2008年 - 2009年）
- ウルトラマンゼロ THE CHRONICLE（2017年）※一部楽曲

### OV
- ウルトラマンメビウス外伝 ゴーストリバース（2009年）
- ウルトラ銀河伝説外伝 ウルトラマンゼロVSダークロプスゼロ（2010年）
- ミラーファイト2012（2012年）
- ウルトラマン みんなでシュワッチ！（2012年 - 2013年）

### 楽曲
- 「ぶりぶりざえもんのえかきうた」（2017年 クレヨンしんちゃん・エンディングテーマ）